# Kajal

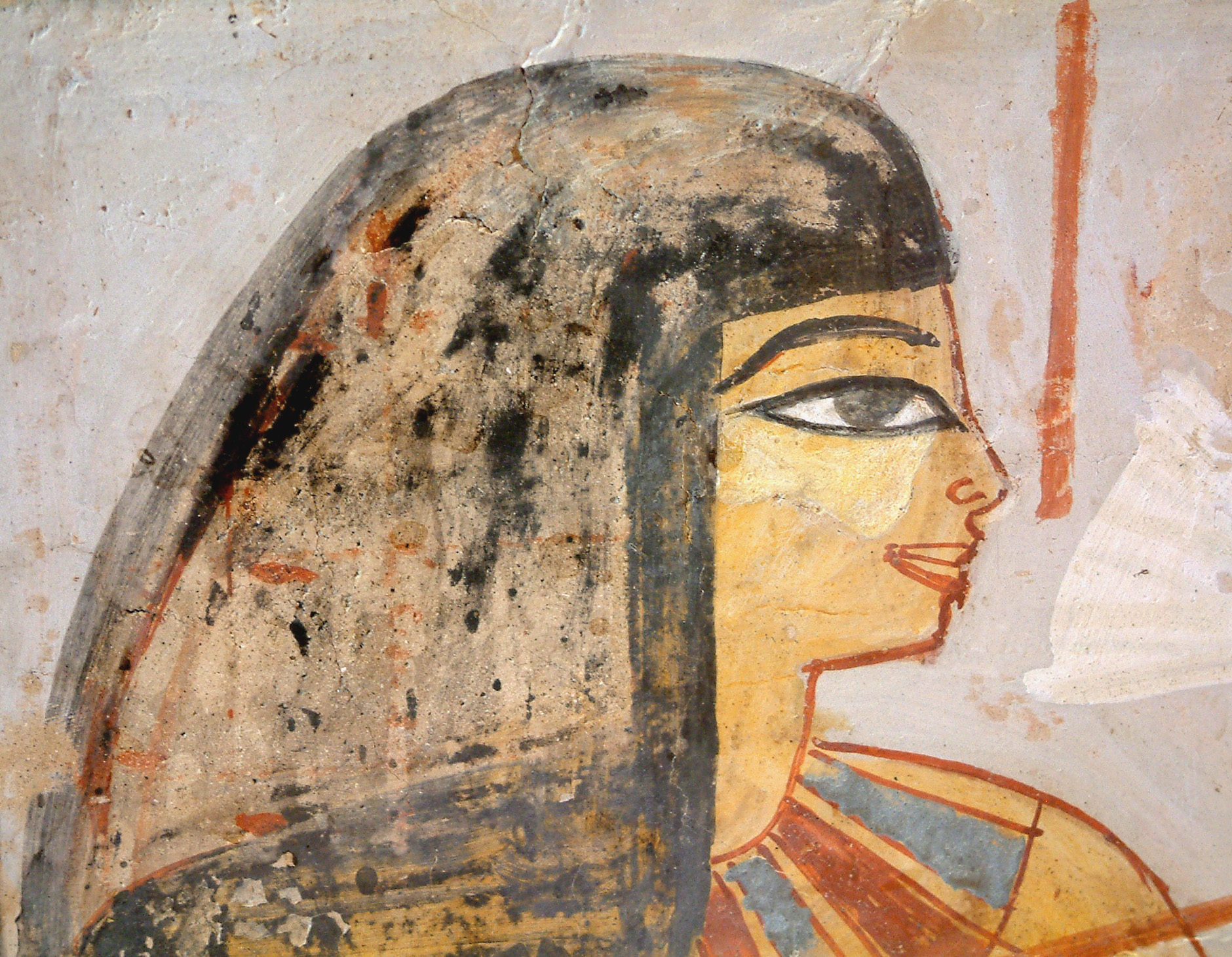
Una decorazione funebre egizia conservata al Louvre: si nota l'uso di kohl

Il kājal (dall'hindi) o kohl (dall'arabo كُحْل‎, kuḥl) è una polvere tradizionalmente ottenuta dalla stibnite usata per il trucco degli occhi, per scurire le palpebre e delineare il contorno occhi tramite un apposito bastoncino di feltro; oggi è solitamente composta principalmente di galena, malachite, antimonio e grasso animale.
È ampiamente utilizzato in Medio Oriente, Caucaso e Nord Africa, Asia meridionale, Africa occidentale e Corno d'Africa.
A seconda della composizione il kajal può essere nero o grigio.
In commercio si trovano anche matite in pasta di kajal (reso più denso per poter essere temperato).

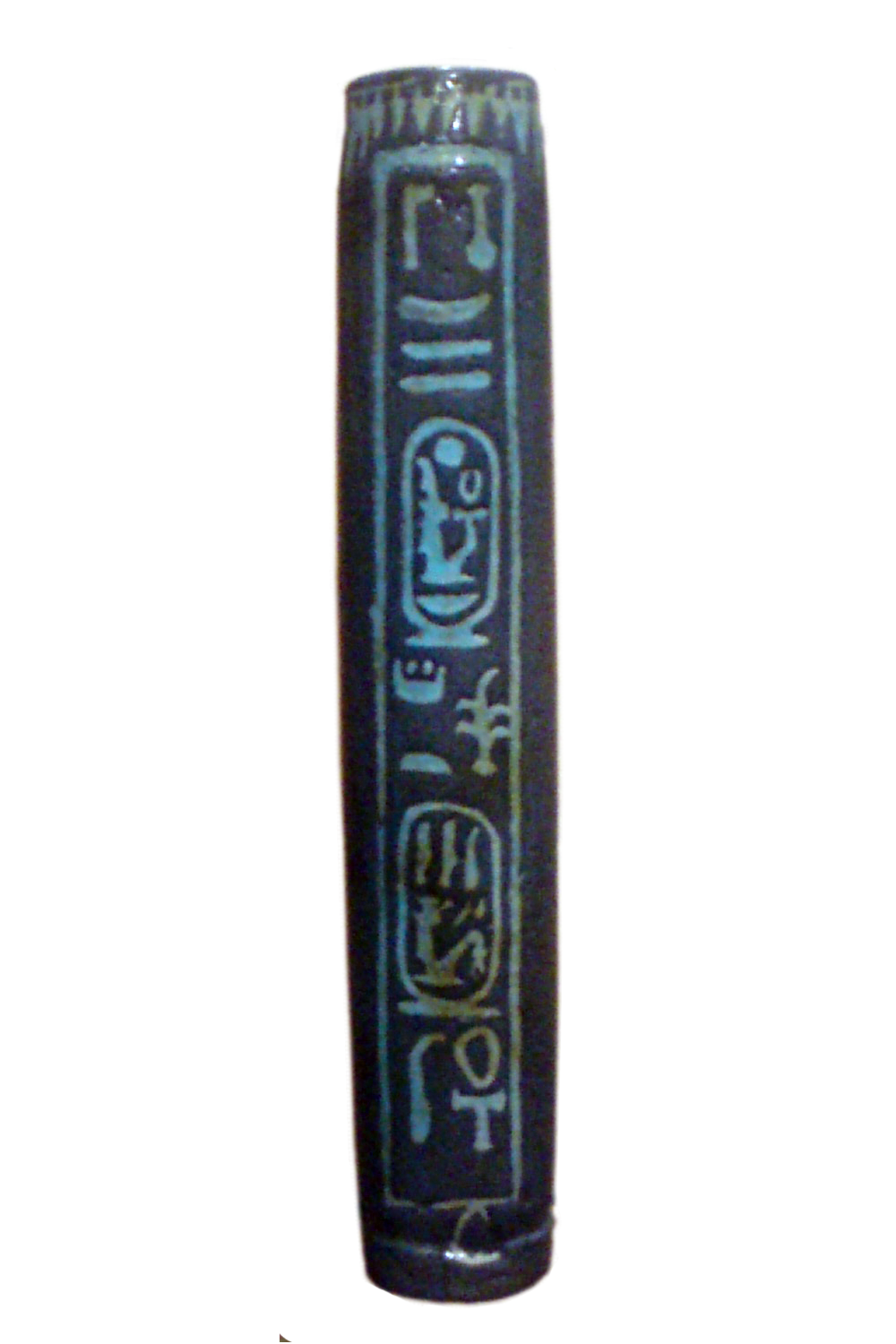
Un tubetto di kohl egizio

## Denominazioni ed etimologia
Il nome arabo كُحْل‎, kuḥl, è imparentato con la parola siriaco-aramaica כוחלא‎/ܟܘܚܠܐ, kuḥla; entrambe le parole derivano dall'accadico 𒋆𒁉𒍣𒁕, guẖlu(m), che significa stibnite (un solfuro di antimonio). La parola alcool è un prestito dalla parola araba stessa, tramite il latino medievale e il francese, originariamente nel senso "polvere di antimonio"; il significato moderno è del XVIII secolo.
In alcune lingue dell'Asia meridionale viene utilizzato il termine kājal o kajol: kajal in hindi, aanjan in gujarati, kajol in bengali, kajalh in marathi.

## Storia e diffusione

Contenitore per il kohl con applicatore in legno e osso risalente al Nuovo Regno

L'uso del kohl è principalmente diffuso in Vicino e Medio Oriente, Nordafrica, Africa subsahariana e Asia meridionale. Le prime tracce d'impiego del kohl risalgono all'età del bronzo (a partire dal XXXVI secolo a.C.), quando veniva utilizzato come protezione dalle infezioni dell'occhio. Scurire le palpebre, inoltre, impediva di essere abbagliati dal sole. Inoltre, le madri usavano il kohl per abbellire gli occhi dei propri figli nei momenti immediatamente successivi alla nascita: in alcuni casi questa prassi avveniva per "rafforzare gli occhi del bambino", in altri perché era diffusa la credenza che il kohl allontanasse dal bambino lo sguardo dell'"occhio del male" (il malocchio).
Le tracce più evidenti, però, si fanno risalire agli egizi e agli indiani: con la malachite e un rossetto ricavato dall'olio di ocra, il kohl era il cosmetico più massicciamente utilizzato.